# Grand Prix Formule 1 van Oostenrijk 2022
De Grand Prix Formule 1 van Oostenrijk 2022 werd verreden op 10 juli op de Red Bull Ring bij Spielberg. Het was de elfde race van het seizoen.
De Grand Prix van Oostenrijk was de tweede GP waar dit jaar een sprint gehouden wordt. Een sprint is bijna hetzelfde als een normale race, met als groot verschil dat de wedstrijd minder lang duurt. De sprint afstand bedraagt circa 100 kilometer en zal daardoor rond de 25 à 30 minuten gaan duren.
Het Grand Prix-weekend begint op vrijdag met de eerste vrije training van zestig minuten. Daarna volgt een kwalificatie, die de startopstelling voor de sprint bepaalt en waarin de snelste coureur de pole positie op zijn naam krijgt. 
Op zaterdagmorgen wordt een tweede vrije training van een uur verreden waarna in de middag de sprint wordt gehouden. De wedstrijd op zondag wordt verreden over een "normale" Grand Prix afstand (circa 300 kilometer) en de teams hebben een vrije bandenkeuze.

## Vrije training 1
- Enkel de top vijf wordt weergegeven.

| Pos. | Nr. | Coureur         | Constructeur         | Tijd     |
| ---- | --- | --------------- | -------------------- | -------- |
| 1    | 1   | Max Verstappen  | Red Bull Racing-RBPT | 1:06.302 |
| 2    | 16  | Charles Leclerc | Ferrari              | 1:06.557 |
| 3    | 63  | George Russell  | Mercedes             | 1:06.702 |
| 4    | 11  | Sergio Pérez    | Red Bull Racing-RBPT | 1:06.839 |
| 5    | 44  | Lewis Hamilton  | Mercedes             | 1:06.909 |

## Kwalificatie
Max Verstappen behaalde de zestiende pole position in zijn carrière.
| Pos.                                        | Nr. | Coureur          | Constructeur          | Kwalificatietijden | Kwalificatietijden | Kwalificatietijden | Grid |
| Pos.                                        | Nr. | Coureur          | Constructeur          | Q1                 | Q2                 | Q3                 | Grid |
| ------------------------------------------- | --- | ---------------- | --------------------- | ------------------ | ------------------ | ------------------ | ---- |
| 1                                           | 1   | Max Verstappen   | Red Bull Racing-RBPT  | 1:05.852           | 1:05.374           | 1:04.984           | 1    |
| 2                                           | 16  | Charles Leclerc  | Ferrari               | 1:05.419           | 1:05.287           | 1:05.013           | 2    |
| 3                                           | 55  | Carlos Sainz jr. | Ferrari               | 1:05.660           | 1:05.576           | 1:05.066           | 3    |
| 4                                           | 63  | George Russell   | Mercedes              | 1:06.235           | 1:05.697           | 1:05.431           | 4    |
| 5                                           | 31  | Esteban Ocon     | Alpine-Renault        | 1:06.468           | 1:05.993           | 1:05.726           | 5    |
| 6                                           | 20  | Kevin Magnussen  | Haas-Ferrari          | 1:06.366           | 1:05.894           | 1:05.879           | 6    |
| 7                                           | 47  | Mick Schumacher  | Haas-Ferrari          | 1:06.405           | 1:06.151           | 1:06.011           | 7    |
| 8                                           | 14  | Fernando Alonso  | Alpine-Renault        | 1:06.016           | 1:06.082           | 1:06.103           | 8    |
| 9                                           | 44  | Lewis Hamilton   | Mercedes              | 1:06.079           | 1:05.475           | 1:13.151           | 9    |
| 10                                          | 10  | Pierre Gasly     | AlphaTauri-RBPT       | 1:06.589           | 1:06.160           | Niet gereden *     | 10   |
| 11                                          | 23  | Alexander Albon  | Williams-Mercedes     | 1:06.516           | 1:06.230           |                    | 11   |
| 12                                          | 77  | Valtteri Bottas  | Alfa Romeo-Ferrari    | 1:06.442           | 1:06.319           |                    | 12   |
| 13                                          | 11  | Sergio Pérez     | Red Bull Racing-RBPT  | 1:06.143           | 1:06.458           |                    | 13 * |
| 14                                          | 22  | Yuki Tsunoda     | AlphaTauri-RBPT       | 1:06.463           | 1:06.851           |                    | 14   |
| 15                                          | 4   | Lando Norris     | McLaren-Mercedes      | 1:06.330           | 1:25.847           |                    | 15   |
| 16                                          | 3   | Daniel Ricciardo | McLaren-Mercedes      | 1:06.613           |                    |                    | 16   |
| 17                                          | 18  | Lance Stroll     | Aston Martin-Mercedes | 1:06.847           |                    |                    | 17   |
| 18                                          | 24  | Zhou Guanyu      | Alfa Romeo-Ferrari    | 1:06.901           |                    |                    | 18   |
| 19                                          | 6   | Nicholas Latifi  | Williams-Mercedes     | 1:07.003           |                    |                    | 19   |
| 20                                          | 5   | Sebastian Vettel | Aston Martin-Mercedes | 1:07.083           |                    |                    | 20   |
| Q1 107% tijd: 1:09.998 (Bron: formula1.com) |     |                  |                       |                    |                    |                    |      |

* Sergio Pérez werd na afloop van de kwalificatie gestraft vanwege 'het verlaten van de baan zonder rechtmatige reden' in Q2. De tijd gezet in Q3 van 1:05.404 werd geschrapt alsmede de snelste ronde in Q2 van 1:05.805. Zijn geldende tijd tijdens Q2 van 1:06.458 leverde een dertiende plaats op de grid op. Pierre Gasly kon door deze verlaat gegeven straf niet deelnemen aan Q3.

## Vrije training 2
- Enkel de top vijf wordt weergegeven.

| Pos. | Nr. | Coureur          | Constructeur         | Tijd     |
| ---- | --- | ---------------- | -------------------- | -------- |
| 1    | 55  | Carlos Sainz jr. | Ferrari              | 1:08.610 |
| 2    | 16  | Charles Leclerc  | Ferrari              | 1:08.660 |
| 3    | 1   | Max Verstappen   | Red Bull Racing-RBPT | 1:08.778 |
| 4    | 14  | Fernando Alonso  | Alpine-Renault       | 1:08.832 |
| 5    | 31  | Esteban Ocon     | Alpine-Renault       | 1:08.848 |

## Sprint
De uitslag van de sprint bepaalt de startopstelling van de wedstrijd de volgende dag.

Max Verstappen won voor de derde keer in zijn carrière een sprint.
| Pos.               | Nr. | Coureur          | Constructeur          | Rondes | Tijd / Oorzaak Uitval | Grid | Punten | Grid wedstrijd |
| ------------------ | --- | ---------------- | --------------------- | ------ | --------------------- | ---- | ------ | -------------- |
| 1                  | 1   | Max Verstappen   | Red Bull Racing-RBPT  | 23     | 26:30.059             | 1    | 8      | 1              |
| 2                  | 16  | Charles Leclerc  | Ferrari               | 23     | +1.675s               | 2    | 7S     | 2              |
| 3                  | 55  | Carlos Sainz jr. | Ferrari               | 23     | +5.644s               | 3    | 6      | 3              |
| 4                  | 63  | George Russell   | Mercedes              | 23     | +13.429s              | 4    | 5      | 4              |
| 5                  | 11  | Sergio Pérez     | Red Bull Racing-RBPT  | 23     | +18.302s              | 13   | 4      | 5              |
| 6                  | 31  | Esteban Ocon     | Alpine-Renault        | 23     | +31.032s              | 5    | 3      | 6              |
| 7                  | 20  | Kevin Magnussen  | Haas-Ferrari          | 23     | +34.539s              | 6    | 2      | 7              |
| 8                  | 44  | Lewis Hamilton   | Mercedes              | 23     | +35.447s              | 9    | 1      | 8              |
| 9                  | 47  | Mick Schumacher  | Haas-Ferrari          | 23     | +37.163s              | 7    |        | 9              |
| 10                 | 77  | Valtteri Bottas  | Alfa Romeo-Ferrari    | 23     | +37.557s              | 12   |        | 20 *1          |
| 11                 | 4   | Lando Norris     | McLaren-Mercedes      | 23     | +38.580s              | 15   |        | 10             |
| 12                 | 3   | Daniel Ricciardo | McLaren-Mercedes      | 23     | +39.738s              | 16   |        | 11             |
| 13                 | 18  | Lance Stroll     | Aston Martin-Mercedes | 23     | +48.241s              | 17   |        | 12             |
| 14                 | 24  | Zhou Guanyu      | Alfa Romeo-Ferrari    | 23     | +50.753s              | Pit  |        | 13             |
| 15                 | 10  | Pierre Gasly     | AlphaTauri-RBPT       | 23     | +52.125s              | 10   |        | 14             |
| 16                 | 23  | Alexander Albon  | Williams-Mercedes     | 23     | +52.412s *2           | 11   |        | 15             |
| 17                 | 22  | Yuki Tsunoda     | AlphaTauri-RBPT       | 23     | +54.556s              | 14   |        | 16             |
| 18                 | 6   | Nicholas Latifi  | Williams-Mercedes     | 23     | +68.694s              | 19   |        | 17             |
| 19 †               | 5   | Sebastian Vettel | Aston Martin-Mercedes | 21     | Botsing schade        | 20   |        | 18             |
| DNS                | 14  | Fernando Alonso  | Alpine-Renault        | 0      | Elektronica           | Pit  |        | 19             |
| Bron: formula1.com |     |                  |                       |        |                       |      |        |                |

S Charles Leclerc reed in ronde 4 de snelste ronde in 1:08.321 maar in de sprint levert dit geen extra punt op.

*1 Valtteri Bottas moet achteraan op de grid starten na het vervangen van de motor.

*2 Alexander Albon eindigde de race als dertiende, maar kreeg een tijdstraf van 5 seconden omdat hij Lando Norris de baan uit dwong.

†0 Sebastian Vettel haalde de finish niet door schade aan zijn auto, maar heeft wel 90% van de race-afstand afgelegd, waardoor hij wel geklasseerd werd.

## Wedstrijd
Charles Leclerc behaalde de vijfde Grand Prix-overwinning in zijn carrière.
| Pos.               | Nr. | Coureur          | Constructeur          | Rondes | Tijd / Oorzaak Uitval | Grid | Punten |
| ------------------ | --- | ---------------- | --------------------- | ------ | --------------------- | ---- | ------ |
| 1                  | 16  | Charles Leclerc  | Ferrari               | 71     | 1:24:24.312           | 2    | 25     |
| 2                  | 1   | Max Verstappen   | Red Bull Racing-RBPT  | 71     | +1.532                | 1    | 19S    |
| 3                  | 44  | Lewis Hamilton   | Mercedes              | 71     | + 41.217              | 8    | 15     |
| 4                  | 63  | George Russell   | Mercedes              | 71     | + 58.972              | 4    | 12     |
| 5                  | 31  | Esteban Ocon     | Alpine-Renault        | 71     | + 1:08.436            | 6    | 10     |
| 6                  | 47  | Mick Schumacher  | Haas-Ferrari          | 70     | +1 ronde              | 9    | 8      |
| 7                  | 4   | Lando Norris     | McLaren-Mercedes      | 70     | +1 ronde              | 10   | 6      |
| 8                  | 20  | Kevin Magnussen  | Haas-Ferrari          | 70     | +1 ronde              | 7    | 4      |
| 9                  | 3   | Daniel Ricciardo | McLaren-Mercedes      | 70     | +1 ronde              | 11   | 2      |
| 10                 | 14  | Fernando Alonso  | Alpine-Renault        | 70     | +1 ronde              | 19   | 1      |
| 11                 | 77  | Valtteri Bottas  | Alfa Romeo-Ferrari    | 70     | +1 ronde              | Pit  |        |
| 12                 | 23  | Alexander Albon  | Williams-Mercedes     | 70     | +1 ronde              | 15   |        |
| 13                 | 18  | Lance Stroll     | Aston Martin-Mercedes | 70     | +1 ronde              | 12   |        |
| 14                 | 24  | Zhou Guanyu      | Alfa Romeo-Ferrari    | 70     | +1 ronde              | 13   |        |
| 15                 | 10  | Pierre Gasly     | AlphaTauri-RBPT       | 70     | +1 ronde *1           | 14   |        |
| 16                 | 22  | Yuki Tsunoda     | AlphaTauri-RBPT       | 70     | +1 ronde              | 16   |        |
| 17                 | 5   | Sebastian Vettel | Aston Martin-Mercedes | 70     | +1 ronde *2           | 18   |        |
| DNF                | 55  | Carlos Sainz jr. | Ferrari               | 56     | Motor                 | 3    |        |
| DNF                | 6   | Nicholas Latifi  | Williams-Mercedes     | 48     | Schade aan vloer      | 17   |        |
| DNF                | 11  | Sergio Pérez     | Red Bull Racing- RBPT | 24     | Schade door botsing   | 5    |        |
| Bron: formula1.com |     |                  |                       |        |                       |      |        |

S Max Verstappen reed voor de negentiende keer in zijn carrière een snelste ronde en behaalde hiermee een extra punt.

*1 Pierre Gasly kreeg een tijdstraf van vijf seconden voor het veroorzaken van een botsing.

*2 Sebastian Vettel kreeg een tijdstraf van vijf seconden voor het behalen van voordeel door buiten de baan te rijden.

## Tussenstanden wereldkampioenschap
Betreft tussenstanden voor het wereldkampioenschap na afloop van de race.

### Coureurs
| Pos. | Nr. | Coureur          | Constructeur         | Punten |
| ---- | --- | ---------------- | -------------------- | ------ |
| 1    | 1   | Max Verstappen   | Red Bull Racing-RBPT | 208    |
| 2    | 16  | Charles Leclerc  | Ferrari              | 170    |
| 3    | 11  | Sergio Pérez     | Red Bull Racing-RBPT | 151    |
| 4    | 55  | Carlos Sainz jr. | Ferrari              | 133    |
| 5    | 63  | George Russell   | Mercedes             | 128    |
| 6    | 44  | Lewis Hamilton   | Mercedes             | 109    |
| 7    | 4   | Lando Norris     | McLaren-Mercedes     | 64     |
| 8    | 31  | Esteban Ocon     | Alpine-Renault       | 52     |
| 9    | 77  | Valtteri Bottas  | Alfa Romeo-Ferrari   | 46     |
| 10   | 14  | Fernando Alonso  | Alpine-Renault       | 29     |

### Constructeurs
| Pos. | Constructeur          | Punten |
| ---- | --------------------- | ------ |
| 1    | Red Bull Racing-RBPT  | 359    |
| 2    | Ferrari               | 303    |
| 3    | Mercedes              | 237    |
| 4    | McLaren-Mercedes      | 81     |
| 5    | Alpine-Renault        | 81     |
| 6    | Alfa Romeo-Ferrari    | 51     |
| 7    | Haas-Ferrari          | 34     |
| 8    | AlphaTauri-RBPT       | 27     |
| 9    | Aston Martin-Mercedes | 18     |
| 10   | Williams-Mercedes     | 3      |